# 動脈硬度
动脉硬度（英文：Arterial stiffness）随自然老化与动脉硬化渐增。
發炎是动脉硬化进展的主因，因此發炎也成為大动脉硬化的推手。
动脉硬度的增加與發生心肌梗死及中風等心血管疾病的風險呈正相關（心肌梗死及中風是已開發國家的兩個主要死因）。發生在富含彈性蛋白的動脈的許多種老化被認為與血管逐漸硬化有關。
2018年4月，美國心臟醫學會旗下的《高血壓 Hypertension》期刊曾發布一篇論文表示，童年時期和成年時期的氣喘病史和老年時的動脈硬化（包含主動脈硬化）機率在統計上有相關性，若氣喘合併體重過重和高血壓等病史，則相關性將再進一步提高。研究人員推測，這可能與氣喘導致的血管長期發炎有關。
論文指出，有氣喘病史的人，應該從小就定期監測血壓、更著重心臟保健，例如：不抽菸、控制膽固醇、減去多餘的體重、健康飲食、規律運動。
研究指出，長期規律的有氧運動對心臟血管健康帶來的正面影響會逆轉先天基因不良因素對心臟血管帶所來的負面影響，最終將使心血管疾病的發病率下降。

## 测量
动脉硬度目前皆以非侵入式间接测量或推导：
- 动脉管径变化与动脉压力变化的关系
- 脉波传导速度
- 脉波波形分析